# Carine Sinaï Bossou
Pour les articles homonymes, voir Sinaï (homonymie) et Bossou (homonymie).
Carine Sinaï Bossou, née le 15 février 1973, est une cheffe d'entreprise guyanaise et actuelle présidente de la Chambre de commerce et d'industrie (CCI) de la Guyane. Elle est élue par l'assemblée générale de la CCCI de Guyane les 16 et 28 août 2017 pour un mandat de quatre ans (31 voix pour, 2 bulletins blancs et 1 bulletin nul), devenant ainsi la première femme à occuper ce poste.

## Biographie
Alors qu'elle est la suppléante du député de la 1re circonscription de Guyane Gabriel Serville, elle renonce à siéger à l'Assemblée nationale après que Serville a été élu le 2 juillet 2021 président de l'Assemblée de Guyane, celui-ci devant quitter ses fonctions pour cause de cumul des mandats et Carine Sinaï briguant un second mandat de présidente de la CCI de Guyane. Celle-ci démissionne ainsi immédiatement après Serville, laissant vacant son siège à compter du 2 août 2021. Le siège restera vacant jusqu'aux élections législatives de 2022, la loi ne permettant l'organisation d'une élection partielle après le 13 juin 2021,.
Carine Sinaï est faite chevalier de l'ordre national du Mérite le 4 octobre 2019.